# Hôtel Davé
L'Hôtel Davé est un édifice civil de la ville de Nîmes, dans le département du Gard et la région Languedoc-Roussillon. Il est inscrit monument historique depuis 2010. 

## Localisation
L'hôtel est situé 15 boulevard Talabot et rue Fénelon, à Nîmes.

## Historique
L'hôtel est construit à la fin du XIXe siècle, avant 1892 sur des terres agricoles. Davé était un juge du tribunal de 1re instance qui a par la suite donné cet hôtel à l’académie de Nîmes. Le 3 septembre 2010, les façades, toitures et cage d'escalier sont inscrits aux monuments historiques par la Préfecture de la région Languedoc-Roussillon.
L'édifice héberge actuellement le Bridge Club Nîmois (Fédération française de bridge). 

## Architecture
Les façades sont à perron surélevé et à péristyle à colonnes de style Louis XVI.